# Delia gallica
Delia gallica är en tvåvingeart som beskrevs av Willi Hennig 1974. Delia gallica ingår i släktet Delia och familjen blomsterflugor. Inga underarter finns listade i Catalogue of Life.